# Tintin et le temple du soleil
Tintin et le temple du soleil (br: Tintim e os Prisioneiros do Sol / pt: Tintim e o Templo do Sol) é um longa-metragem de animação belgo-franco-suíço de 1969, baseado na série de banda desenhada franco-belga do artista belga Hergé produzido após o sucesso da série animada Les aventures de Tintin, d'après Hergé pelo próprio Belvision Studios.

## Sinopse
O Professor Girassol comete um sacrilégio ao usar o bracelete da múmia de Rascar Capac, ele é sequestrado e levado para a América do Sul. Para tentar salvar o amigo, Tintim, Capitão Haddock, Dupond e Dupont vão atrás dele. No caminho, enfrentam muitos perigos da selva para encontrar o Templo do Sol, para onde Girassol foi levado. Eles vão contar ainda com a ajuda de um jovem índio chamado Zorrino Quechua, permitindo-lhes chegar ao Templo do Sol.

## Curiosidades
O filme deveria usar os arcos de histórias Les sept boules de cristal e Le temple du soleil (sendo unidos, formando Tintim e o templo do sol). Houve muita publicidade para o filme de animação (que foi o primeiro de dois filmes animados, sendo Tintin et le lac aux requins o próximo).
Muitas cenas dos álbuns foram excluídas; de fato, todo o primeiro álbum foi comprimido em quinze minutos de filme. Os eventos foram mudados e alguns foram adicionados; por exemplo, a filha do Grande Inca que suplicou a seu pai para que ele tivesse pena dos prisioneiros que, foi adicionada.

### Elenco francês
- Tintin .... Philippe Ogouz
- Capitão Haddock .... Claude Bertrand
- Professor Girassol .... Henri Virlojeux
- Dupont .... Guy Pierrault
- Dupond .... Paul Rieger
- Zorrino .... Lucie Dolène
- Professor Tarragon .... André Valmy
- Médico .... Serge Nadaud
- Homem gago .... Jacques Balutin
- Grande Inca .... Jean Michaud
- Palestrante sobre a expedição .... Roland Ménard